# Dolbina sinica
Dolbina sinica är en fjärilsart som beskrevs av Adolf G. Closs 1914. Dolbina sinica ingår i släktet Dolbina och familjen svärmare. Inga underarter finns listade i Catalogue of Life.